# きのこの里
もしかして
- きのこの山
- たけのこの里

のいずれかではありませんか？